# Кокуй (приток Серебряной)
Кокуй — река в России, в Горноуральском и Кушвинском городских округах Свердловской области, левый приток Серебряной, впадает в неё в 96 км от устья.
Длина — 25 км, площадь водосбора 157 км².

## География
Истоки в Горноуральском городском округе, в болотах, расположенных в межгорных долинах массива Синие Горы. Основная часть русла в Кушвинском городском округе, где река течёт на север-запад у восточного подножия гор Болтун и Седло. Затем, огибая последнюю, поворачивает на запад и юго-запад. В долине между горами Седло и Кокуй река принимает слева два притока — Большой Болтун и Малый Болтун. После чего Кокуй поворачивает на север и впадает в Серебряную у подножия горы Кокуй.